# جرج ای. کوپر (کارگردان)
جرج ای. کوپر (انگلیسی: George A. Cooper; ۲۹ آوریل ۱۸۹۴ – ۱ اوت ۱۹۴۷) کارگردان فیلم و فیلم‌نامه‌نویس اهل بریتانیا بود.

## گزیده فیلم‌شناسی
- سایهٔ شیطان (۱۹۲۱)
- پایان خوش (۱۹۲۵)
- جهان، جسم، شیطان (۱۹۳۲)
- سایه (۱۹۳۳)
- مانکن (۱۹۳۳)